# Резервна валута
Резервната валута е валута, която се съхранява в големи количества от правителства на други държави и институции като техен резерв от чужда валута.
От 1 октомври 2016 г. китайският юан влиза като резервна валута в компанията на долара на САЩ, еврото на ЕС, японската йена, британската лира, швейцарския франк и други валути с минимален процент. Съотношенията на валутите са както следва:
- Щатски долар – 41,73%
- Евро – 30,93%
- Китайски юан – 10,92%
- Японска йена – 8,33%
- Британска лира – 8,09%